# وحدة سانت إتيان الحضرية
وحدة سانت إتيان الحضرية، هي وحدة حضرية فرنسية عابرة للإقاليم تتمركز حول مدينة سانت إتيان، عاصمة إقليم لوار، وتقع في قلب ثالث أكبر وحدة حضرية في منطقة أوفيرني رون ألب. من حيث عدد السكان، تُعد هذه الوحدة الحضرية واحدة من التجمعات الحضرية الكبيرة في فرنسا، حيث تحتل المرتبة السادسة عشرة على المستوى الوطني.